# Йи со штрихом
ֈ (йи со штрихом) — буква расширенного армянского письма, используемая в диалектологии,  созданная в 1913 году.

## Использование
Была изобретена Р. Ачаряном и впервые использована в его «Армянском словаре диалектов» 1913 года. Позже использовалась в «Корневом словаре армянского языка», который выпускался в 1926—1935 годах, и всё ещё употреблялась в его втором издании 1971—1979 годов. Обозначала звук [ɦ].

## Кодировка
Строчная формы буквы йи со штрихом была добавлена в стандарт Юникод в версии 11.0 в блок «Армянское письмо» (англ. Armenian) под шестнадцатеричным кодом U+0588.